# Londonistan

Procentajul aderenților la islam în Londra, conform recensământului din 2011

Londonistan este o poreclă peiorativă folosită de unele surse mass-media pentru a se referi la capitala Regatului Unit, Londra și la toleranța guvernului britanic față de diversele grupuri islamice din Londra și din alte orașe mari ale Marii Britanii, atâta timp cât acestea își desfășoară agendele lor controversate, propagă ideologiile și campaniile de teroare atât în regat (Atentatele din 7 iulie 2005 de la Londra, Omorul lui Lee Rigby) cât și în afară. 
Cuvântul include numele capitalei britanice și termenul „stan” care este un sufix persan, ce înseamnă „pământ” (folosit de către mai multe țări din Asia de Sud și cea Centrală; de ex: Iran, Pakistan, Uzbekistan. etc). Terminologia a fost folosită într-o serie de publicații, inclusiv de: The New York Times, Vanity Fair, The Weekly Standard, precum și în cartea Londonistan: How Britain is Creating a Terror State Within, apărută în 2006.